# Augustijn Gerhard Besier
Augustijn Gerhard Besier (Deventer, 19 mei 1756 - aldaar, 13 maart 1829) was een patriottisch jurist in de Republiek der zeven Verenigde Nederlanden. Na de Bataafse Revolutie was hij democratisch politicus in de Bataafse Republiek.

## Biografie
In 1772 liet hij zich in Deventer als student inschrijven bij het Athenaeum Illustre, waar de Groningse hoogleraar natuurrecht Frederik Adolph van der Marck was aangesteld. Hij vertrok naar de Universiteit van Leiden en studeerde in 1780 af. Teruggekeerd in zijn geboorteplaats vestigde hij zich als advocaat.
In 1783 correspondeerde hij met Joan Derk van der Capellen tot den Pol. In 1785 publiceerde hij over de kwestie Almelo, waar geen schutterij mocht worden opgericht en veel weerstand was ontstaan na de afschaffing van de Drostendiensten. Als majoor van de schutterij stond hij in nauw contact met Rutger Jan Schimmelpenninck.
Hij werd benoemd tot burgemeester van Deventer in het woelige jaar 1787. In september of oktober 1787 werd hij gedwongen de stad te verlaten en vestigde zich in Zwolle. In 1793 publiceerde hij een vertaling van een historisch werk van Joseph Priestley.

## Bataafse Republiek
Bij de omwenteling van januari 1795 werd hij als lid van de opvolger van de Admiraliteit van Amsterdam, het Comité van Marine, naar 's-Gravenhage geroepen. Hij hield een toespraak bij de dood van Pieter Paulus.
Hij onderhield betrekkingen met bankiers als Nicolaas van Staphorst en Willem Willink en politici als Samuel Iperusz. Wiselius, baron Van Burmania Rengers en Dirk van Hogendorp.
In 1799 werd hij lid lid van het Uitvoerend Bewind. Op 18 september 1801 vond een soort staatsgreep plaats. Op 1 oktober werd de nieuwe Grondwet van 1801 aan een volksstemming onderworpen. Besier werd tot een van de twaalf leden van het Staatsbewind gekozen, evenals Gerrit Jan Pijman en Jan Bernd Bicker.
Besier schreef rapporten inzake de staat van schepen en bemanning tijdens de Bataafse Republiek, stukken inzake de voormalige Oost-Indische Compagnie en concepten voor de oprichting van een Chinese Compagnie, en diverse brieven en instructies betreffende de handel in artikelen als koffie, thee, peper, suiker, katoen en zijde in Nederlands-Indië, China, West-Indië en Kaap de Goede Hoop.
Op 8 december 1804 (?) werden vier leden van het Staatsbewind ontslagen door Charles-Louis Huguet de Sémonville de eerste consul omdat ze weigerden de troepen onder het bevel van Auguste de Marmont te plaatsen: te weten Jacobus Spoors, Campegius Gockinga, Cornelis Gerrit Bijleveld en Besier.
Vanaf 1805 woonde hij in Amsterdam en hield zich bezig met een vertaling van Tacitus. In 1809 werd hij door Napoleon Bonaparte benoemd als commandant van het leger en is begonnen met de annexatie van het Koninkrijk Holland.
In 1810 keerde Besier terug naar Deventer, waar hij tot zijn overlijden bleef wonen. In Frieswijk bezat hij een buitenverblijf waar hij 's zomers resideerde. In 1814 werd hij lid van de Deventer stadsraad, en vanaf juni 1821 was hij namens de raad lid van de Provinciale Staten van Overijssel.

## Functies na 1795
- lid Eerste Nationale Vergadering voor het district Zwolle, van 31 mei 1796 tot 10 november 1796 (plaatsvervanger van W. Queysen tijdens diens constitutiecommissieperiode)
- lid Comité tot de zaken van Marine, van november 1796 tot februari 1798
- commissaris-directeur van de Marine te Amsterdam, van februari 1798 tot 1 augustus 1799
- lid Uitvoerend Bewind der Bataafsche Republiek, van 1 augustus 1799 tot 16 oktober 1801
- lid Staatsbewind van het Bataafs Gemenebest, van 16 oktober 1801 tot 17 december 1804
- commissaris-directeur van de Marine te Amsterdam, van mei 1805 tot oktober 1805
- auditeur bij de Staatsraad, van 1806 tot 1808 (sectie van oorlog)
- lid algemeen bestuur Inrichtingen van Weldadigheden, van 30 juni 1809 tot 1 mei 1811
- lid algemene raad departement Monden van de IJssel, van 1812 tot 1813
- lid stedelijke raad van Deventer, van 1814 tot 13 maart 1829
- lid Provinciale Staten van Overijssel voor de steden (Deventer), van 3 juli 1821 tot 13 maart 1829

- Biografisch Portaal: 00579197
- Digitale Bibliotheek voor de Nederlandse Letteren: besi003
- International Standard Name Identifier: 0000 0003 8903 302X
- Nederlandse Thesaurus van Auteursnamen: 07185701X
- Parlement.com: vg9fgopvqpxg
- Virtual International Authority File: 282352629
- WorldCat: E39PBJyGWDkjx7Py9KMXJMBQMP